# Packet Motor Car Manufacturing Company
Packet Motor Car Manufacturing Company war ein US-amerikanischer Hersteller von Kraftfahrzeugen.

## Unternehmensgeschichte
Das Unternehmen entstand 1916 als Nachfolger der Brasie Motor Car Company. Der Sitz war in Minneapolis in Minnesota. Tobin war Präsident, G. M. Davis Vizepräsident und Verkaufsmanager, R. Brasie Sekretär, Schatzmeister und General, E. F. Hopkins und J. A. Brasie Direktoren. Sie setzten die Produktion von Automobilen fort. Der Markenname lautete Packet. 1917 endete die Produktion.

## Fahrzeuge
Der Schwerpunkt lag auf leichten Lieferwagen. Daneben gab es einen Roadster für 325 US-Dollar. Ein Vierzylindermotor von Prugh mit 18 PS Leistung trieb die Fahrzeuge an.